# 22-es főút
22-es főút (ungarisch für ‚Hauptstraße 22‘) ist eine ungarische Hauptstraße in der Nähe der slowakischen Grenze.

## Verlauf
Die Straße beginnt in Rétság an der Landesstraße 2 und führt in nordöstliche Richtung bis Ipolyszög. Hier biegt sie in Richtung Osten ab und führt am Ipoly, der hier Grenzfluss zur Slowakei ist, bis Szécsény. Weiter östlich im Ortsteil Zagyvapálfalva von Salgótarján mündet die Straße in die Landesstraße 21.
Die Gesamtlänge der Straße beträgt 67 Kilometer.

## Geschichte
Die Straße wurde in den ersten Jahren des 20. Jahrhunderts gebaut.